# توماس بال (سياسي)
توماس بال (بالإنجليزية: Thomas Ball)‏ هو سياسي نيوزلندي، ولد في 28 فبراير 1809 في المملكة المتحدة، وتوفي في 25 ديسمبر 1897 في نيوزيلندا. انتخب عضو مجلس النواب نيوزيلندا.